# Frauenstraße 24

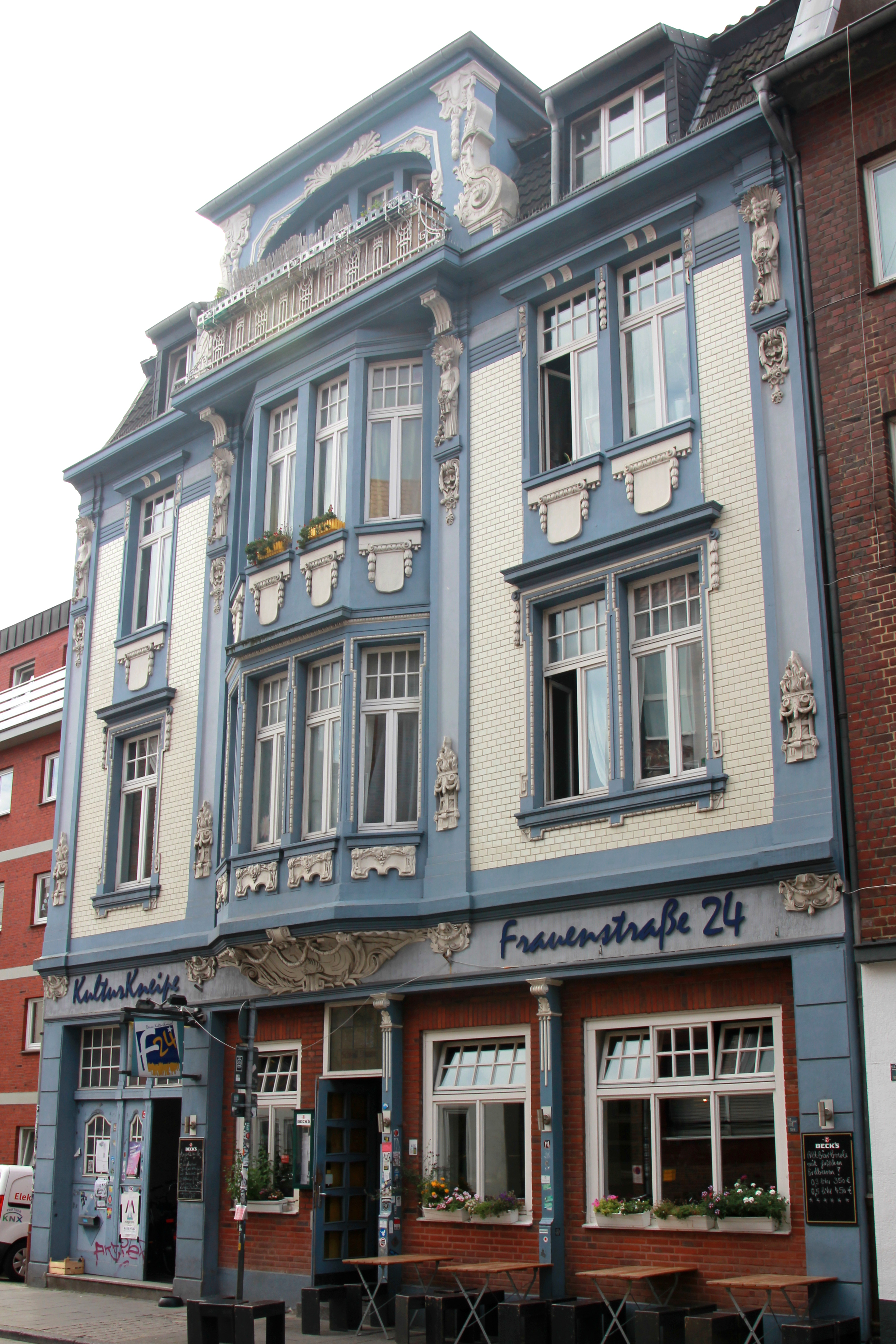
Münster, Frauenstraße 24

Das Gebäude in der Frauenstraße 24 in Münster war zwischen 1973 und 1981 besetzt und wird nach dem Ankauf durch die LEG NRW seit 1982 vom AStA der Uni Münster an Studierende zum Wohnen vermietet. Die Besetzung gilt als eine der längsten in der Bundesrepublik. Das Haus bietet bis heute als symbolträchtiger Ort alternativer, studentisch geprägter Kultur der 1970er und 1980er Jahre in der mittlerweile privatisierten Kneipe im Erdgeschoss des Gebäudes ein breites Kulturprogramm an. Der KulturVerein Frauenstraße 24 e.V. fördert das Kulturprogramm am Ort sowie Kunst und Bildung.

## Vorgeschichte

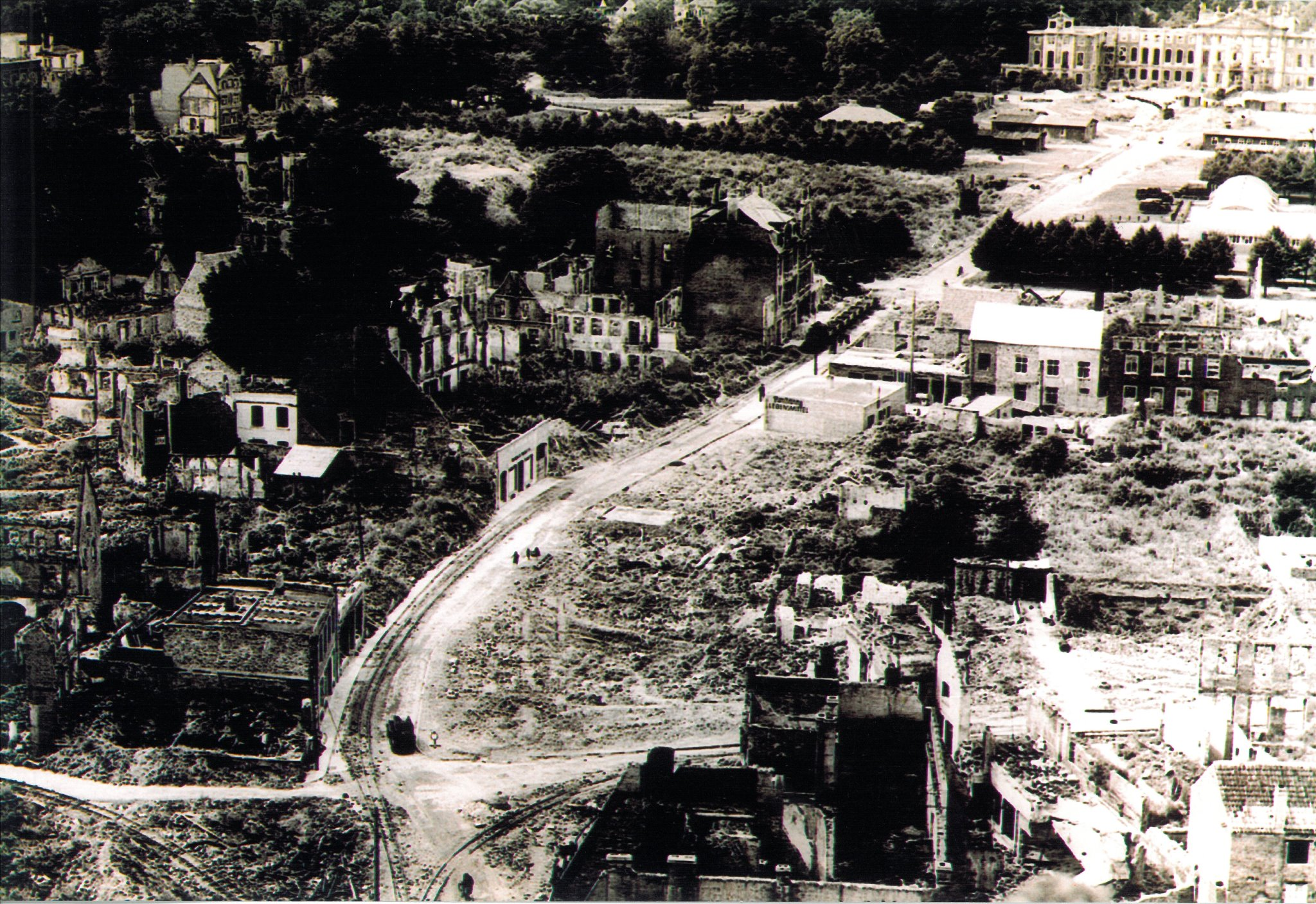
Das Haus Nr. 24 in der Frauenstraße ist nach dem Krieg als einziges noch erhalten.

Das Gebäude mit aufwändiger Fassadengestaltung wurde Anfang des 20. Jahrhunderts errichtet. Es blieb im Zweiten Weltkrieg von Bombentreffern weitgehend verschont und nur in Teilen beschädigt. Der Wiederaufbau und die Sanierung erfolgten 1949/50 mit öffentlichen Mitteln für Wohnungsbauprogramme, weshalb es bis Anfang 1974 der Sozialbindung unterstand.
Anfang 1971 erwarb der münsterische Immobilienwirt Hans Stürmer das Haus von einer Erbengemeinschaft und wollte auf dem Grundstück Eigentumswohnungen neubauen lassen. Die Stadt Münster erteilte ihm zunächst keine Abbruchgenehmigung, und auch den vorzeitigen Ausstieg aus der Sozialbindung konnte der Eigentümer beim Innenminister NRW nicht erwirken.
Nachdem Anfang und Ende des Jahres 1971 Unbekannte einige Wohnungen durch Zerstörung der Sanitär- und Lichtausstattungen unbrauchbar gemacht hatten und der Eigentümer die Wohnungen mutwillig verfallen ließ, suchten die letzten Bewohner um den Künstler Gerd Meyerratken die Öffentlichkeit. Daraufhin zogen weitere, überwiegend junge Menschen ins Haus und stellten in Eigeninitiative die Wohnungen wieder her. Zunächst wurde der Eigentümer von der Stadt noch aufgefordert, die Wohnungen gemäß Wohnungsbindungsgesetz zu vermieten.
Nach intensiven Verhandlungen und juristischen Auseinandersetzungen erteilte der Innenminister am 16. Februar 1973 wegen des mittlerweile schlechter gewordenen Zustands der Immobilie die Abbruchgenehmigung, die das Bauordnungsamt der Stadt Münster wenige Monate später wiederholte. Es folgte eine bis Jahresende 1973 dauernde Korrespondenz zwischen Hauseigentümer und städtischen Bauämtern.
Anfang der 1970er Jahre fanden in der Bundesrepublik erste Hausbesetzungen in Universitätsstädten wie Frankfurt a. M. oder Hamburg statt, die sich schnell zu Hochburgen der Hausbesetzungen entwickelten. Mehrheitlich aus studentischem Umfeld entstammend, ging es den Hausbesetzern um den Stopp von Hausverfall und die Erhaltung günstigen Wohnraums. Orientiert an kapitalismuskritischen oder sozialistischen Lebens- und Wohnkonzepten galt das Wohnen in besetzten Häusern immer auch als alternativer Gegenentwurf zu bürgerlich-geordneten Lebenswelten.
Wohnungspolitisch spitzte sich in Münster die Lage Anfang der 1970er Jahre zu, als immer mehr Studierende sich an den Hochschulen in Münster einschrieben. Der AStA der Uni Münster organisierte 1972 eine Informationskampagne und Studierende campierten in Zelten vor dem Schloss als Sitz des Rektors. Ende 1972 wurde zunächst das vorm Abriss stehende Haus an der Grevener Straße 31 besetzt.

## Geschichte der Besetzung 1973–1981
Das Haus Frauenstraße 24 wurde am 3. Oktober 1973 von über 300 Personen besetzt. Die Besetzung verhinderte die für den Folgetag geplanten Abbrucharbeiten. Vor dem Haus kam es zu Auseinandersetzungen zwischen Studierenden und einem Abbruchunternehmer, der sich gewaltsam Zugang zum Haus verschaffen wollte, von den Studierenden aber am Betreten des Hauses gehindert wurde. Im öffentlichen Teil der Sitzung des Rats der Stadt Münster am 29. Oktober 1973 wurden erstmals die studentischen Hausbesetzungen thematisiert und durch die Rechtskommission festgestellt, dass die Vorgehensweise der Verwaltung nicht zu beanstanden sei.
Im Februar 1974 wurde das Haus unter Zwangsverwaltung gestellt, nachdem der Hauseigentümer Konkurs anmeldete. Der AStA der Westfälischen Wilhelms-Universität Münster trat als neuer Hauptmieter auf. In Eigeninitiative wurde das Haus von Bewohnern renoviert. Auch die Fassade wurde saniert. Aus der Münsteraner Bevölkerung gab es in Form von Baumaterial oder einem Gerüst Unterstützung. Zwei Jahre später wurde das Haus Anfang 1976 in einer Zwangsversteigerung dann dem Dortmunder Immobilienmakler Josef-Hermann Schmalt zugesprochen, während Studierende parallel mit Unterschriftensammlungen und Flugblättern den Erhalt des Hauses forderten.
Mit einem Tag der offenen Tür versuchten die Hausbewohner die Bürgerschaft vom guten Zustand der Wohnungen am 6. Februar 1976 zu überzeugen. Regelmäßige Kulturveranstaltungen wie „Der heiße Freitag“ seit Ende 1976 machen das Haus in der Stadt bekannter.
Gegen die Ende 1976 erteilte Abbruchgenehmigung sowie einen Räumungsbescheid des Amtsgerichts Münster legten die Besetzer 1977 erfolgreich Widerspruch ein. In der Folgezeit sprachen sich auch Dozenten des Fachbereichs Design und der Rektor der Fachhochschule Münster sowie der Rektor der Universität Münster für den Erhalt des Hauses aus.
Parallel meldete der Eigentümer Konkurs an, und das Haus wurde 1977 erneut unter Zwangsverwaltung gestellt. Die Räumungstitel gegen die Hausbewohner wurden unwirksam, und es wurden neue Mietverträge abgeschlossen.
Bei der erneuten Versteigerung des Hauses im März 1978 erwarb der Dortmunder Immobilienmakler Günter Ernst das Haus und setzte sich beim Verfahren gegen den eigens für den Erwerb gegründeten Verein der Hausbewohnergemeinschaft durch. Er kündigte unmittelbar nach Erwerb die Mietverträge und versuchte den Abbruch des Hauses voranzutreiben. Nur wenige Tage später stellte die SPD-Fraktion im Rat der Stadt Münster einen Antrag, dass die Stadtverwaltung das Haus kaufen soll, um es zu erhalten. Fast zeitgleich teilte die Landeskonservatorin Sabine Schwedhelm der Hausgemeinschaft mit, dass das Haus in einer Stellungnahme zum Flächennutzungsplan als „erhaltenswert“ gelte. Auch in der Folgezeit äußerten sich verschiedene Fachleute zum kunsthistorischen Wert des Hauses.
Am 11. Mai 1979 kam es vermutlich zu einem versuchten Gasanschlag auf das Haus, dessen Urheber nie ermittelt wurden. Unbekannte hatten im Keller des Hauses eine Gasleitung geöffnet und im angrenzenden Kellerraum eine brennende Kerze aufgestellt, als sich etwa 100 Personen im Haus aufhielten. Nur zufällig wurde die brennende Kerze entdeckt.
Die Solidarisierungen mit den Hausbesetzern nahmen in der Folge weiter zu. So spendeten Bergleute aus dem Ruhrgebiet ihre Deputatkohle für den Winter. Diese Spendenaktion wurde von der Deutschen Kommunistischen Partei (DKP) Münster organisiert, die während der gesamten Besetzung eine wesentliche Rolle bei der Unterstützung der Hausbewohner spielte. Auch für sozialistische Studentenorganisationen wie den Marxistischen Studentenbund Spartakus (MSB Spartakus) und den Sozialistischen Hochschulbund (SHB) war die Solidarität mit den Besetzern der Frauenstraße 24 kontinuierlich ein Schwerpunkt ihrer Aktivitäten.
Auch Aktionen wie ein Bürgerumzug durch die Innenstadt, Unterschriftensammlungen oder Tage der offenen Tür und Solidaritätskonzerte steigerten in dieser Phase die Zustimmung zum Erhalt des Hauses. Öffentlichkeitswirksam verhüllten die Hausbewohner im November 1979 die Fassade mit schwarzer Folie, um so deren Verlust durch den drohenden Abriss zu visualisieren.
Parallel versuchte der AStA der Uni Münster, den Kanzler der WWU und den Wissenschaftsminister NRW vom Ankauf des Hauses zur Vermietung als Studentenwohnungen zu überzeugen. Am 7. März 1980 berichteten die Westfälischen Nachrichten, dass die Verhandlungen zwischen Wissenschaftsministerium und Hauseigentümer gescheitert seien. In der Folge sprach das Amtsgericht Münster fristlose Kündigungen der Mietverträge aus, nachdem der Hauseigentümer erneut geklagt hatte. Es folgten bis Mai 1980 mehrere Räumungsurteile. Parallel versuchten die Hausbewohner, auf ihre Lage aufmerksam zu machen. Öffentlichkeitswirksam überreichten sie etwa dem Stadtbaudezernenten einen „Goldenen Abrissbagger“ oder nahmen am Umzug zur Zweihundertjahrfeier der Universität Münster teil. Solidaritätsbekundungen kamen von verschiedenen Parteien in Münster, Pfarrer oder Kulturschaffende kritisierten die Räumungsurteile. Auch verschiedene Gewerkschaften unterstützten die Anliegen der Hausbesetzer. Der SPD-Ortsverein Mitte hielt ab Juni 1980 seine Sitzungen in der Frauenstraße 24 ab.
Wegen mangelnden alternativen Wohnraums stellten die Hausbewohner einen Antrag auf Räumungsschutz, den das Amtsgericht Münster am 20. Mai 1980 bestätigte.

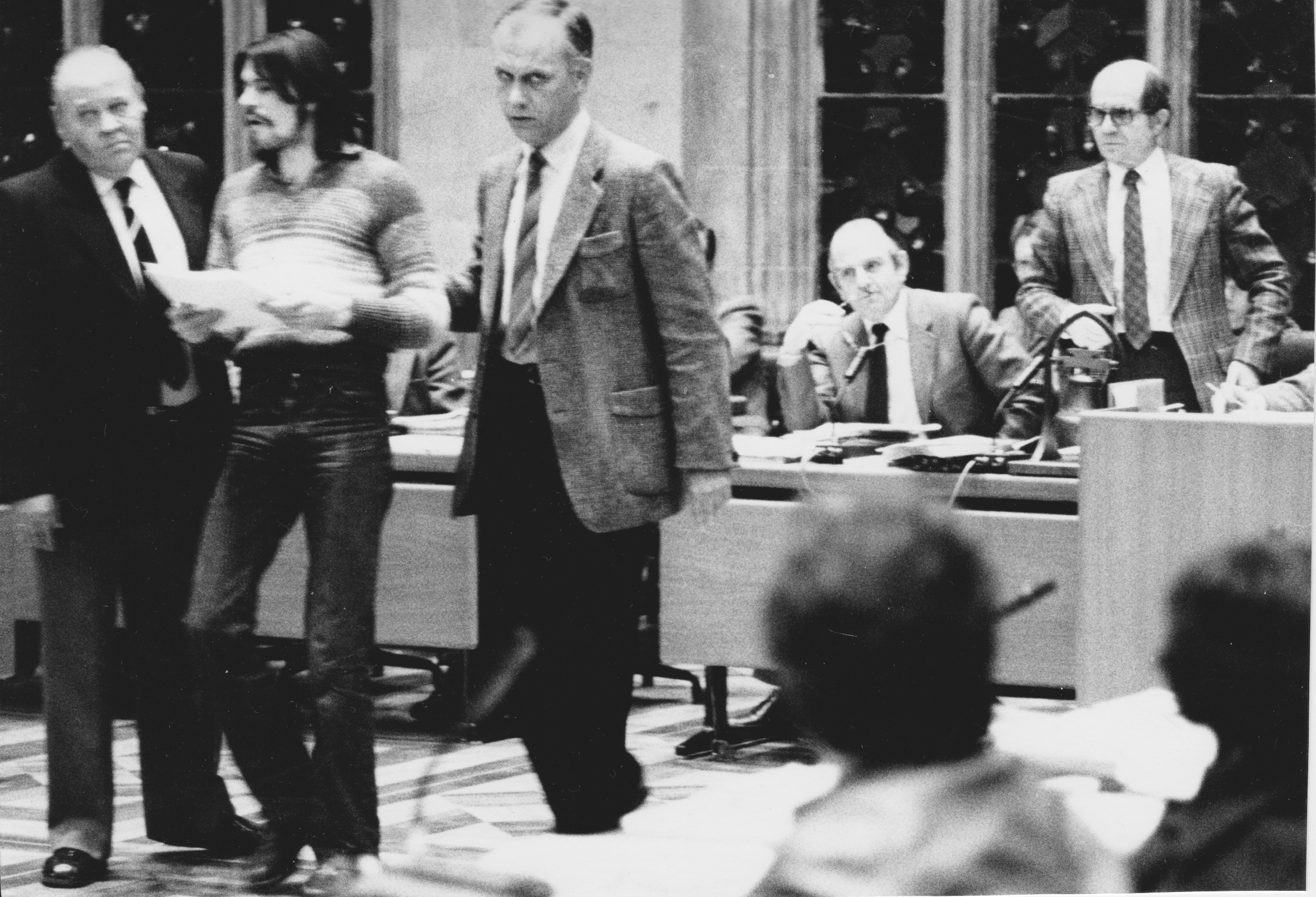
Übergabe der 5000 Unterschriften in der Ratssitzung am 4. Februar 1981. OB Pierchalla lässt den Saal räumen.

Auf kommunalpolitischer Ebene stellte die SPD-Ratsfraktion einen Antrag, mit Inkrafttreten des Denkmalschutzgesetzes ab 1. Juli 1980 das Haus unter Denkmalschutz zu stellen. Im August 1980 verweigerte der Stadtplanungsausschuss auf Empfehlung des Bauordnungsamtes dann die Abbruchgenehmigung. Auch eine weitere Zwangsräumung konnte vorerst verhindert werden. Erneute Verkaufsverhandlungen zwischen der Landesregierung und dem Hauseigentümer scheiterten erneut, und es drohte wieder die Zwangsräumung. Deshalb versuchte die Hausbesetzergemeinschaft mit einem „Go-in“ in den Rat der Stadt, dem Oberbürgermeister rund 5000 Unterschriften für den Erhalt des Hauses zu überreichen. Bei der Ratssitzung am 4. Februar 1981 ließ Oberbürgermeister Pierchalla den Rathausfestsaal räumen, nachdem die Bewohner der Frauenstraße 24 zusammen mit Sympathisanten nicht nur vor dem Gebäude, sondern auch im Sitzungssaal laut demonstrierten.
Der politische Druck, die Besetzung zu legalisieren, wurde zu diesem Zeitpunkt erheblich durch die Vorbereitung des ersten (und dann einzigen) bundesweiten Hausbesetzerkongresses verstärkt, der am 28. und 29. März in Münster stattfand und zu dem ca. 700 Teilnehmer aus mehreren hundert Besetzergruppen anreisten.
Der Innenminister NRW erklärte in der Folge, dass das Gebäude vorerst nicht geräumt werden solle. Nachdem im März 1981 Vertreter der SPD-Ratsfraktion den NRW-Minister für Landes- und Stadtentwicklung über die Lage informierten, veranlasste dieser den Kauf des Hauses durch die Landesentwicklungsgesellschaft NRW (LEG). Auf diese Weise wurde die Besetzungssituation legalisiert. Das Haus wurde anschließend renoviert und über den AStA der Uni Münster als Hauptmieter an studentische Wohngemeinschaften weitervermietet.

## Der KulturVerein Frauenstraße 24

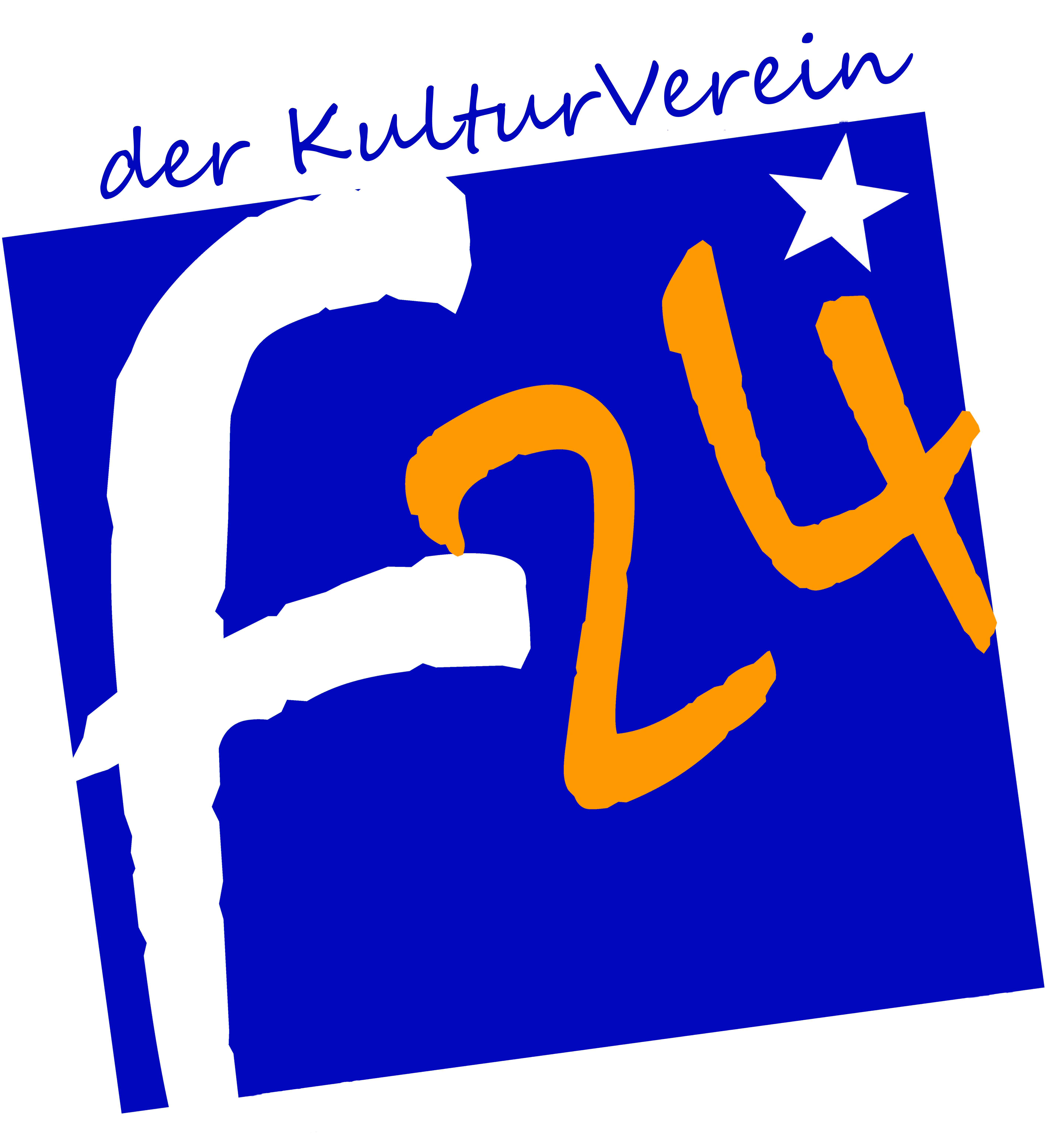
Das Logo des KulturVereins F24

1977 gründeten die Hausbewohner einen „Verein zur Erhaltung des Hauses Frauenstr. 24 und zur Unterhaltung eines Kulturzentrums e.V.“, der den Ankauf des Hauses, die Renovierung und Weitervermietung sowie den Betrieb eines Kulturzentrums im Erdgeschoss zum Ziel hatte. Seit 2014 als gemeinnütziger Verein eingetragen, fördert er laut Satzung heute „Kunst, Kultur und Bildung“ und heißt seitdem „KulturVerein Frauenstraße 24 e.V.“
Am 20. Oktober 2013 beschloss der Verein auf seiner Mitgliederversammlung, die Gastronomie im Erdgeschoss des Hauses zukünftig aus dem Verein auszugliedern und eigenständig betreiben zu lassen. Nach umfangreichen Umbau- und Renovierungsarbeiten konnte 2013 der bisherige Betreiber der Küche als Pächter der Kneipe gewonnen werden. Der Verein wurde von allen finanziellen Verpflichtungen aus dem ehemaligen Betrieb der Kneipe freigestellt, weil der Erwerber sämtliche Altschulden übernommen hatte und auch die privaten Darlehensgeber auf den größten Teil ihrer Forderungen verzichtet hatten. Zugleich behielt der Verein seine "Adresse", und der neue Betreiber räumte dem Verein vertraglich das Recht ein, die Räumlichkeiten der Kneipe für seine Ziele und Zwecke weiterhin zu nutzen.

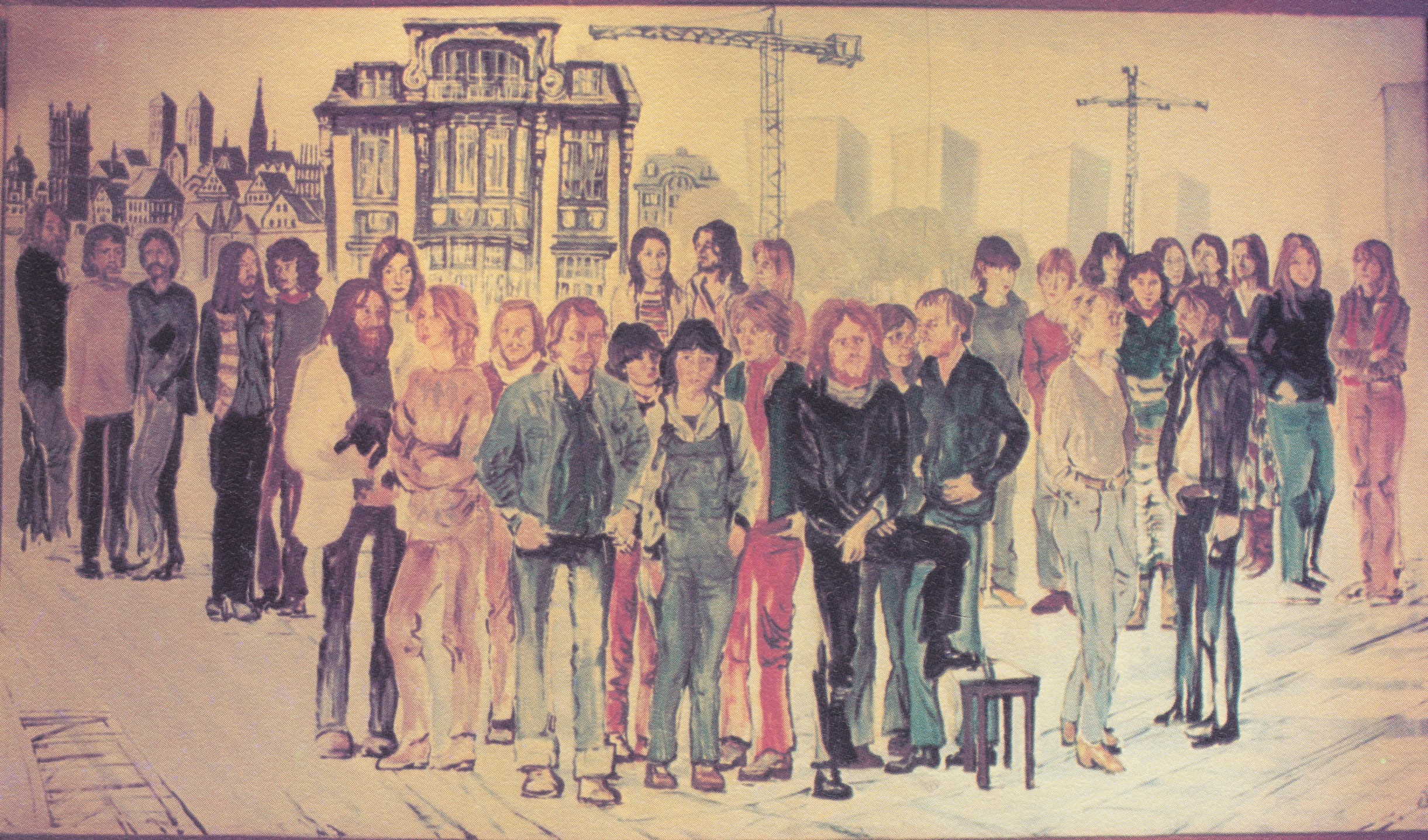
Das Gemälde von Gerd Meyerratken mit Besetzern

Am 5. Oktober 2013 feierte der Verein mit einem Straßenfest den 40. Jahrestag der Hausbesetzung. 2017 wurde nach umfassender Restaurierung das alte Wandbild des ehemaligen Hausbewohners und Malers Gerd Meyerratken im Beisein seiner Witwe wieder im Haus aufgehängt. Das Bild porträtiert ehemalige Hausbewohner sowie Unterstützer aus dem Umfeld der Hausbesetzung.
2020 hat der KulturVerein Frauenstraße 24 seinen Vereinsnachlass dem Stadtarchiv Münster als Depositum überreicht und durch Sammlungsaufrufe innerhalb der ehemaligen Hausbesetzergemeinschaft um weitere Dokumente ergänzt. Das Archivgut steht der Öffentlichkeit zur Erforschung zur Verfügung.

## Die Kneipe und das Kulturangebot in der Frauenstraße 24
Die Kneipe im Erdgeschoss wurde seit ca. 1976 von den Bewohnern des Hauses als Ort des Austauschs und von kulturellen Angeboten selbstverwaltet. Sie diente als Treffpunkt für die Hausbesetzergemeinschaft, aber auch viele andere Initiativen oder lokale Gruppen aus dem Umfeld alternativer sozialer Bewegungen. Nach einem Beschluss des Kulturvereins Frauenstraße 24 aus dem Jahr 2013 wird die Kneipe mittlerweile privatwirtschaftlich betrieben. Die Küche bietet türkische und internationale Speisen, auf der Getränkekarte und in den Räumlichkeiten ist die Geschichte der Hausbesetzung weiterhin präsent.
Die Veranstaltungen in der Kneipe thematisieren neben Unterhaltungsformaten in Vorträgen oder Diskussionsveranstaltungen vor allem gegenwärtige soziale Probleme wie Wohnungsmangel, Gentrifizierung oder Rassismus in der Gesellschaft. Darüber hinaus sollen laienkünstlerisches Schaffen und kulturelle Aktivitäten „von unten“ gefördert werden. Mit Poetry-Slams, Impro-Theatervorstellungen oder Quiz-Abenden und wissenschaftlichen Kurzpräsentationen greifen die Veranstalter verschiedene Angebotsformate auf.